# Sebastián Sanzberro Lastiri
Sebastián Sanzberro Lastiri entre mayo y septiembre de 2003 fue designado como rector de la Universidad de Guanajuato. Cursó la Licenciatura en Relaciones Industriales en la Universidad de Guanajuato y la Maestría en Ciencias en la Universidad del Sur de Oregon, Estados Unidos.
Desde alumno destacó como universitario ejemplar y posteriormente como profesor se ganó el respeto y admiración de la comunidad universitaria, labor que desarrolló durante los últimos 30 años de su vida.
De 1995 a 2000 se desempeñó como director de la Facultad de Relaciones Industriales y en octubre de ese mismo año fue designado como secretario general de la UG.  Posteriormente entre 2005 y 2006 se desempeñó como Decano de la Escuela de Negocios de la Universidad del Sur de Oregon y en el mes de junio de 2007 fue nombrado coordinador General del Instituto de Gestión y Liderazgo Universitario (IGLU) de la Organización Universitaria Interamericana (OUI), cargo que desempeñó hasta su fallecimiento, este sábado 21 de febrero en la ciudad de Guanajuato.